# Дзёрэй
Дзёрэй (яп. 浄霊 дзё:рэй) — ритуал паранормального исцеления, связанный с Церковью всемирного мессианства. Дзёрэй основан на идее о том, что болезнь (грех) берёт начало в душе, поэтому нужно очистить душу, чтобы очистить тело. «Душа — это главное, а тело — её подчинённый», более подробно можно узнать в учениях Мокити Окады, создавшего ритуал в 1930-х годах.

## Этимология
Дзёрэй — сочетание иероглифов «очищать» (яп. 浄 дзё:) и «дух, душа» (яп. 霊 рэй).

## Эффективность
Как и другие виды паранормального исцеления, у дзёрэй нет доказанной эффективности.

## История

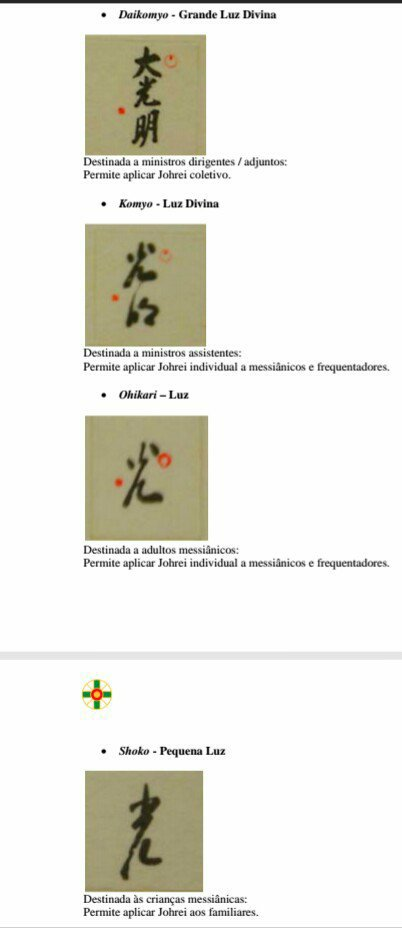
Каллиграфия внутри Медалей божественного света

Мокити Окада, бывший член молодой японской религии Оомото, объяснил, что в 1925 году у него было видение буддийской Бодхисаттвы Гуаньинь, которая дала ему божественный свет вместе с повелением, что Окада провозгласит себя пророком. Позже он основал Великую японскую ассоциацию почитания бодхисаттвы Канон, главной целью которой было божественное исцеление. Практикующие говорят, что они могут направлять свет на пациента, держа руки над его телом. В 1953 году дзёрэй был представлен в Америке. В США и других странах существует множество центров дзёрэй.

## Медали божественного света
Медали божественного света — титулы, присуждаемые практикующим дзёрэй людям:
- Сёко — медаль, присуждаемая детям от 4 до 11 лет, позволяющая им обучать ритуалу дзёрэй индивидуально.
- Охикари — медаль, присуждаемая человеку от 12 лет, позволяющая обучать другого человека. Носится на шее, под одеждой, на любом шнуре. Если медаль упала на землю, прежде чем снова надеть её, её нужно освятить. Нельзя начать дальнейшее обучение дзёрэй без Охикари[7][8].
- Комё — присуждается только служителям Церкви всемирного мессианства.
- Дайкомё — присуждается заместителям священника или преподобным Церкви всемирного мессианства, позволяя им обучать ритуалу коллективно.

Внутри каждой медали есть каллиграфия Мокити Окады, которая считается священной.

## Требования
Любой человек имеет право служить священником дзёрэй, даже если имеет другую религию. Чтобы присоединиться к Церкви всемирного мессианства необходимы три требования: первое: иметь желание и получить медаль охикари; второе: посетить «Уроки первых мессианских понятий», которые представлены в виде видео; третье: материализовать благодарность Богу за получение медаль охикари, предложив денежную сумму, которую мессианцы именуют «благодарственное пожертвование». Выполнив все три требования, человек получает медаль охикари и присоединяется к Церкви всемирного мессианства.